# ذوعید (دهستان)
 ذوعید  (در عربی:  ذُوعَید )
دهستانی است در ناحیهٔ (حوث) و در شمال (خمر)، از توابع استان مَحویت، در کشور یمن در شبه جزیره عربستان. 

## جمعیت
جمعیت این دهستان در حدود ( ۲۲۹۷۷ ) نفر و (۲۳ خانوار ) می‌باشد. 

## روستاها
روستاهای توابع این دهستان عبارتند از:
- روستاها: العَیاشین، عَیبان، عّیَان، العَیارزة، بیت عَیدة، العَیانة، عُهامَه، أل عیسی، عیال حاتم، عیشان، الخمیس، بَنی عَبد، الدایه، بنی حجاج